# تاريخ موجز للخليقة وشرق القاهرة (رواية)
تاريخ موجز للخليقة وشرق القاهرة هي رواية عربية للكاتب المصري شادي لويس بطرس، صدرت في أبريل 2021 عن دار العين للنشر والتوزيع، تغوص في حياة عائلة قبطية تعيش في شرق القاهرة في إحدى المناطق النصف شعبية، والمحاصرة بين منطقة شعبية وعشوائية في عين شمس وبين منطقة راقية وهى مصر الجديدة. وموضوع الرواية الرئيسي هو "العنف بكل أشكاله، وبالأخص الخفي منه والمقبول، العنف المعنوي والمؤسسي والمتضمن في علاقات الأسر والصداقات الطفولية ومؤسسات التعليم والرعاية الاجتماعية ونظام التجنيد الإجباري، وصولًا إلى الصور الأكثر مباشرة كالعنف الديني والأمني". فازت الرواية بجائزة ساويرس الثقافية لأفضل رواية - فرع كبار الكتاب، لكن مؤلفها تنازل عن الجائزة (ماديًا ومعنويًا)، وطلب شطب اسمه من قوائم الفائزين.

## قصة الرواية
تدور أحداث الرواية في عقد الثمانينات، تحديدًا فترة أحداث الأمن المركزي سنة 1986، وتتناول فصولًا قاسية من تاريخ العاصمة المصرية، القاهرة، ومن بين ذلك القهر الاجتماعي والسياسي وتراجيديا الحياة اليومية للطبقة الوسطى المحفوفة بالمخاوف والمخاطر، وذلك بلغة سردية فصيحة تمتزج بسلاسة بحوارات واقعية بالعامية المصرية. وتبدأ أحداث الرواية بزيارة "رجائي" وزوجته "هيلانة" القادمين من الأقصر إلى أسرة الطفل السارد. ويحاول المؤلف أن ينقل تلك الأحداث بعين الطفل متضمنة تفاصيل تلك الزيارة وما تلاها من زيارات وسعادته دوماً بها، لأن رجائي يمنحه مبلغاً سخياً في كل مرة، بالإضافة إلى الحكي الذي يجمع الأسرتين، إلا أن هذا التناغم ينقطع حين ينادي "موريس" زوجته من على مائدة الطعام ويطلب منها أن تتبعه إلى المطبخ، وهناك يعتدي عليها بضرب مبرح يسمعه الضيوف والابن، لتعود الزوجة وآثار الضرب بادية عليها وتعتذر لهيلانة لأنها قدمت لها "أكل صيامي"، ولم تقدم لها من الطعام الذي يأكله "رجائي وموريس والطفل شريف". عند ذلك تبكي هيلانة عندما تعرف أنها هي كانت سبب الضرب، وتؤنب موريس على فعله، ثم تنصح "أم شريف" بأن تترك المنزل وألا تبقى معه، مؤكدة لها أن سبب مرضها العضال هو عنف زوجها. وبالفعل تقوم "أم شريف" بجمع ملابسها وملابس ابنها في "كيس زبالة"، وتغادر المنزل رفقة ابنها الصغير، باحثة عن مأوى. تذهب إلى الكنيسة فلا تنصفها. تتنقل من مكان إلى مكان، حيث تتقاطع الأحداث، وترى الجثث في شوارع القاهرة دون أن تعرف سبباً للعنف المسلط ضد المتظاهرين، ما يضطرها إلى العودة إلى المنزل الذي خرجت منه.
كتب الصحافي محمد أبو الغيط يصف الرواية قائلًا: "مغامرة روائية مختلفة، إذ تدور كل أحداث الرواية في حيز زمني ومكاني بالغَي الضيق، حيث تستغرق الأحداث يوما واحدا، وفي حدود بضعة شوارع في منطقة عين شمس الشعبية المصرية". ويضيف أبو الغيط: "تأتي الرواية في سياق المشروع الروائي للكاتب لويس. في روايته الأولى "طرق الرب" شهدنا حياة البطل القبطي الشاب مجهول الاسم في القاهرة. وفي الثانية "على خط غرينتش" نشهد مستقبله في لندن، أما هذه المرّة فنعود إلى ماضيه طفلا. وفي الثلاث يظهر البطل القبطي بعيداً عن الصور النمطية، فالمسألة الطائفية تظهر من دون خطابية زاعقة، بل في ثنيات مبثوثة ضمن سياق تفاصيل القصة التي كان يمكن ألا يختلف إطارها العام، لو كان البطل مسلما. في الروايات الثلاث ثمة احتفاء بإعلاء صوت المهمشين. في الأولى صوت الأقباط والصعيد، والثانية المهاجر العربي للخارج، بينما في الثالثة صوت مهمشيّ المهمشين، المرأة والطفل القبطيين، لذا لا عجب أن تنتهي الرواية ببحثهما عن جنّة أرضية مؤقتة، ينعمان فيها بسلام مختلسٍ ما".

## مقاطع من الرواية
- وجاء خواجات الخمسينيين وقالوا للناس انسوا هذا كله، انسوا العلام، انسوا الطب، انسوا الحكومة، انسوا اللغة نفسها، ستتكلمون بألسنة مثلنا، نفهمكم وتفهموننا بالروح، ودون مترجمين، الرب يشفي أمراضكم بمعجزة، ويرسل غربانه لتطعمكم برغيف خبز، كوار الدقيق لا يفرغ وكوز الزيت لا ينقص، ستمشون على الماء وتطيرون في الهواء، وسترقصون من الفرح، «هللويا» آمنوا فقط. قالوا هذا فعلاً للأهالي.[11]

## وصلات خارجية
- صفحة رواية تاريخ موجز للخليقة وشرق القاهرة على موقع جودريدز